# 森之嗣
森 之嗣（もり ゆきつぐ、1953年5月23日 - ）は、日本の政治家、福井県あわら市長（1期）。ボードセンター森建材代表。

## 来歴
福井県坂井郡金津町生まれ。金津町金津中学校（現・あわら市金津中学校）、福井県立高志高等学校、同志社大学商学部卒。ボードセンターを経営し、2009年、あわら市議会議員に初当選、3期務める。2017年、あわら市議会議長に就任。2022年1月、あわら市長選挙に立候補し、現職の佐々木康男らを破って初当選する。2月4日、市長に正式に就任した。